# Navibeyrichia
Navibeyrichia is een geslacht van uitgestorven kreeftachtigen uit de klasse van de Ostracoda (mosselkreeftjes).

## Soorten
- Navibeyrichia balticivaga Martinsson, 1962 †
- Navibeyrichia damesii (Krause, 1891) Martinsson, 1962 †
- Navibeyrichia dividensis Copeland, 1977 †
- Navibeyrichia hanseatica Martinsson, 1962 †
- Navibeyrichia reticulata Wang (s), 1983 †